# Collapsologie
La collapsologie est un courant de pensée transdisciplinaire, apparu dans les années 2010, qui envisage les risques, causes et conséquences d'un effondrement de la civilisation industrielle,.
En France, l'étude d'un possible effondrement de la civilisation « thermo-industrielle » est initiée par l'Institut Momentum, co-fondé par Yves Cochet et Agnès Sinaï. Ces derniers définissent l'effondrement comme « le processus irréversible à l’issue duquel les besoins de base (eau, alimentation, logement, habillement, énergie, etc.) ne sont plus fournis (à un coût raisonnable) à une majorité de la population par des services encadrés par la loi, ». La collapsologie est nommée et portée à la connaissance du grand public par Pablo Servigne et Raphaël Stevens, dans leur essai Comment tout peut s'effondrer. Petit manuel de collapsologie à l’usage des générations présentes, publié en 2015.
La collapsologie s'inscrit dans l'idée que l'homme altère son environnement durablement, et propage le concept d'urgence écologique, lié notamment au changement climatique et à l'effondrement de la biodiversité. Les collapsologues estiment cependant que l'effondrement de la civilisation industrielle pourrait provenir de la conjonction de différentes crises : crise environnementale, mais aussi crise énergétique, économique, géopolitique, démocratique, etc.. La collapsologie se présente comme un exercice transdisciplinaire faisant intervenir l’écologie, l’économie, l’anthropologie, la sociologie, l'écosophie, la psychologie, la biophysique, la biogéographie, l’agriculture, la démographie, la politique, la géopolitique, l’archéobiologie, l'histoire, la futurologie, la santé, le droit et l’art.
Bien que certaines critiques réfutent son caractère scientifique[Qui ?], l'étude des risques d'effondrement civilisationnel est qualifiée de « champ de recherche [scientifique] intégré » par un collectif de chercheurs rassemblé autour d'une équipe de l'Université de Cambridge vouée à l'étude et l'atténuation des risques d’extinction de l'humanité et d'effondrement civilisationnel. De nombreux centres de recherche universitaires consacrent des recherches à ce sujet. [Qui ?]

## Étymologie
Le mot « collapsologie » est un néologisme inventé « avec une certaine autodérision » par Pablo Servigne, ingénieur agronome et Raphaël Stevens, expert en résilience des systèmes socio-écologiques. Il apparaît dans leur ouvrage publié en 2015, Comment tout peut s'effondrer.
C'est un mot-valise issu du latin collapsus, participe passé de collabi, « tomber d'un bloc, s'écrouler, s'affaisser »  (qui a donné to collapse en anglais) et du suffixe « -logie  », logos, mis pour « étude », lequel est destiné à nommer une démarche à caractère scientifique.
Depuis, d'autres néologismes ont été proposés pour distinguer la diversité d'approches et de postures sur le sujet. Ainsi, la collapsosophie désigne l'approche philosophique de l'effondrement, la collapso-praxis ou l'effondrisme se réfère à l'approche politique et idéologique de la question, ou encore le terme collapsonautes pour désigner les personnes qui vivent avec l'idée d'effondrement ou celui de collapsophobie qui désigne les individus qui rejettent cette idée d'effondrement,,.
En juin 2020, le mot « collapsologie » fait son entrée dans le dictionnaire Le Petit Robert.

## Fondements scientifiques

### Sources
En 1972, le rapport Meadows, intitulé The Limits of Growth et réalisé par des chercheurs du MIT, alerte des risques d'une croissance démographique et économique exponentielle sur une planète aux ressources limitées.
Approche systémique, la collapsologie s’appuie sur des études de prospective telles que The Limits of Growth, mais également sur l'état des tendances mondiales et régionales dans le domaine environnemental, social et économique (comme les rapports du GIEC, de l'IPBES ou du Global Environment Outlook (GE) périodiquement publiés par la division de l'alerte rapide et de l’évaluation du PNUE de l'ONU…). Elle s'appuie également sur de nombreux travaux scientifiques ainsi que sur diverses études, telles que « A safe operating space for humanity » et « Approaching a state shift in Earth’s biosphere », publiées dans Nature en 2009 et 2012, « The trajectory of the Anthropocene: The Great Acceleration » publiée en 2015 dans The Anthropocene Review, ou encore « Trajectories of the Earth System in the Anthropocene » publiée en 2018 dans les Comptes-rendus de l'Académie nationale des sciences des États-Unis d'Amérique.
Certains scientifiques estiment qu'un effondrement systémique global est probable si rien n'est mis place pour l'éviter.

### Antécédents historiques
La collapsologie s'intéresse principalement aux causes anthropiques, c'est-à-dire des causes liées aux activités humaines, pouvant provoquer un ou des effondrements. Différentes disciplines scientifiques sont en mesure d'établir que pour certaines populations et certains écosystèmes, des effondrements sont en cours ou se sont déjà produits,,,,.

## Temporalité de l'effondrement
L'effondrement de la civilisation thermo-industrielle peut être considéré soit comme un processus qui s'étalerait sur plusieurs années ou plusieurs décennies, soit comme le résultat final de ce processus.
D'un point de vue général, toute prévision scientifique bute sur une impossibilité théorique due aux « cygnes noirs », qui sont des événements rares impossibles à prévoir. Selon le mathématicien et ancien opérateur boursier Nassim Nicholas Taleb, les méthodes classiques d'évaluation des risques s'appliquent très mal à ces « cygnes noirs » ainsi que pour les systèmes complexes. Bertrand Russell, repris par Taleb, illustre cet aspect des choses avec ce qu'il a appelé le « problème de la dinde inductiviste » selon lequel dans un élevage de dindes, où la température est constante et idéale, et l'apport en nourriture régulier, s'il existait une dinde statisticienne spécialiste de la gestion des risques, elle dirait le 23 décembre qu'il n'y a pas de souci à avoir pour l'avenir !.
Cependant, pour sonder l’avenir, il est possible de faire appel à des modèles mathématiques et informatiques à l'instar de ceux utilisés pour l'étude du changement climatique. Ceux-ci ne permettent pas de prédire l’avenir avec certitude mais donnent des indications sur le comportement et l’évolution des systèmes et des sociétés. Ainsi les projections établies par le modèle World3 du Club de Rome évoquaient le début d'un possible effondrement vers 2030 dans l'hypothèse d'un « Business as usual ».
En plus des projections établies par des modèles mathématiques, la collapsologie sonde le futur à l'aide de scénarios à l'instar de ceux formulés par les spécialistes de la prospective. Dans ce contexte, de nombreux collapsologues considèrent que l'effondrement de la civilisation industrielle est inévitable, notamment en raison de l'épuisement des ressources naturelles, mais qu'il subsisterait une inconnue : les délais qui nous séparent des crises à venir,,,. Pour Yves Cochet, l'effondrement est « possible dès 2020, probable en 2025, certain vers 2030 ». Il estime qu'il « n’y aura plus de voiture en 2040. Il y aura quelques calèches, avec des chevaux, oui. Il n’y aura plus de voiture, il n’y aura plus d’avions. Le mode de transport du futur, c’est le cheval ! »,. Pablo Servigne, Raphaël Stevens et Gauthier Chapelle estiment quant à eux que « l'effondrement de la civilisation thermo-industrielle [est] une évolution géographiquement hétérogène qui a déjà commencé, mais n'a pas encore atteint sa phase la plus critique, et qui se prolongera pendant une durée indéterminée. C'est à la fois lointain et proche, lent et rapide, graduel et brutal. Cela ne concerne pas seulement les événements naturels, mais aussi (et surtout) des chocs politiques, économiques et sociaux, ainsi que des événements d'ordre psychologique (comme des basculements de conscience collective) ».
Comme l'écrit Dmitry Orlov : « L'effondrement peut se produire à différents moments pour différentes personnes. Vous ne saurez peut-être jamais tout à fait que l'effondrement s'est produit, mais vous saurez que c'est arrivé à vous personnellement, ou à votre famille, ou à votre ville. Grâce aux efforts des historiens, il se peut que le tableau d'ensemble ne se dessine que beaucoup plus tard. Individuellement, il se peut que nous ne sachions jamais ce qui nous frappe et, en tant que groupe, que nous ne soyons jamais d'accord sur une seule réponse. Regardez l'effondrement de l'URSS : certaines personnes se disputent encore pour savoir pourquoi c'est arrivé ».

## Prise de conscience de l'effondrement

### Précurseurs
- Si vous ne connaissez pas le sujet, laissez ce bandeau (vous pouvez alors contacter les auteurs).
- Si vous supprimez le contenu mis en cause (vous pouvez préalablement contacter les auteurs),

argumentez précisément cette suppression dans la page de discussion
(un manque de référence n'est pas un argument ; une recherche réelle de référence doit avoir été effectuée, être formellement documentée).
Parmi les travaux sur ce thème (au sens large) on peut citer par exemple ceux de l'historien et penseur magrébin Ibn Khaldoun (1332-1406) qui décrivit dans son livre Muqaddima (1375) des cycles de dégénérescence et de regénérence de la civilisation urbaine, du penseur politique Montesquieu (1689-1755) qui s'interrogea sur les causes de la chute de l'Empire romain dans son livre Considérations sur les causes de la grandeur des Romains et de leur décadence (1734), de l'économiste Thomas Robert Malthus (1766 – 1834) qui prédisait le caractère inévitable de catastrophes démographiques en raison de rendements agricoles décroissants et qui donna lieu à une doctrine politique pronant la restriction démographique, le malthusianisme, de l'historien et homme politique britannique Edward Gibbon (1737-1794) connu pour son ouvrage Histoire de la décadence et de la chute de l'Empire romain (1776), de l'anatomiste français Georges Cuvier (1769-1832), précurseur du catastrophisme, théorie scientifique qui tente de construire rationnellement les croyances sur l'origine du monde et sur l'évolution des espèces en mettant en avant l'impact qu'auraient eu des catastrophes de courte durée, violentes et inhabituelles, du philosophe allemand Oswald Spengler (1880-1936) dans son livre Le Déclin de l'Occident (1918), du philosophe allemand Günther Anders qui pensait la situation de l’humanité après Auschwitz et Hiroshima et la possibilité de sa destruction totale dans son livre L'Obsolescence de l'homme (1956), de l'économiste et philosophe autrichien Leopold Kohr (1909-1994) dans son ouvrage The Breakdown of Nations (L'effondrement des puissances) (1957), du biologiste américain Paul Ehrlich qui prédisait, dans son livre La Bombe P (1968), un effondrement démographique à la suite de l'avènement d'une famine mondiale massive au cours des années 1970 et 1980, notamment à cause de la croissance incontrolée de la population mondiale, de l'agronome français René Dumont (1904-2001) dans son livre L'Utopie ou la Mort ! (1973), de l'historien britannique Paul Kennedy (1945-) qui étudia la politique et l'économie des grandes puissances depuis 1500 à environ 1980, puis les raisons de leurs déclin, dans son livre Naissance et déclin des grandes puissances (titre original : The Rise and Fall of the Great Powers) (1987).

#### Arnold Toynbee (1889-1975)
Dans son ouvrage (initialement paru en douze tomes) très controversé de l'historiographie contemporaine intitulé L'Histoire (A Study or History, 1972), écrit de 1920 à 1972, l'historien Arnold Toynbee (1889-1975), se réclamant des historiens grecs Thucydide, Hérodote et Polybe, traite de la genèse des civilisations (chap. 2), de leur croissance (chap. 3), de leur déclin (chap. 4), et de leur désagrégation (chap. 5). Selon lui, la mortalité des civilisations est une évidence triviale pour l'historien, comme l'est le fait qu'elles se succèdent dans le temps long, par le fait, notamment, de processus analysables objectivement, telle l'importance que revêt, selon ses travaux, lors de l'émergence des nouvelles civilisations, la rencontre entre ce qu'il nomme le prolétariat intérieur (la main d’œuvre qui assure quotidiennement le fonctionnement matériel d'une société) et le prolétariat extérieur (les populations vivant aux marges des civilisations et perpétuant des pratiques, savoirs et techniques agricoles et de survie pluri-millénaires). C'est, écrit-il, au lieu même de cette rencontre que sont toujours apparues les formes des nouvelles civilisations naissantes.

#### L'équipe Meadows
Parmi les précurseurs de la collapsologie, Donella Meadows, Dennis Meadows, Jørgen Randers & William W. Behrens III, chercheurs au Massachusetts Institute of Technology et auteurs du rapport Les Limites à la croissance (1972) sont probablement les plus connus. Ils sont les premiers à utiliser un modèle mathématique et informatique pour tenter de comprendre l'impact possible de la croissance démographique humaine et de l'exploitation des ressources naturelles sur l'environnement. Les chercheurs ont ainsi pu envisager plusieurs scénarios pour l’avenir. Parmi ces scénarios, la plupart mènent à la fin du système socio-économique mondial et à un effondrement démographique durant la seconde moitié du XXIe siècle. Le progrès technique ne ferait que différer l’effondrement inéluctable de l’écosystème mondial, incapable de supporter cette croissance exponentielle. Les scénarios présentés par les auteurs ne mènent cependant pas tous à un effondrement. Mais ils constatent que les seuls scénarios sans effondrement sont ceux qui abandonnent la recherche d'une croissance exponentielle sans limite de la production.

#### Joseph Tainter (né en 1949)
Dans son ouvrage L’Effondrement des sociétés complexes, l'anthropologue et historien américain Joseph Tainter (1949-) étudie l’effondrement de diverses civilisations, dont celui de l'Empire romain, en termes de théorie des réseaux, d’économie de l’énergie et de théorie de la complexité. Pour Tainter, une société toujours plus complexe finit par s'effondrer en raison de la difficulté toujours croissante à résoudre ses problèmes,.

#### Jared Diamond (né en 1937)

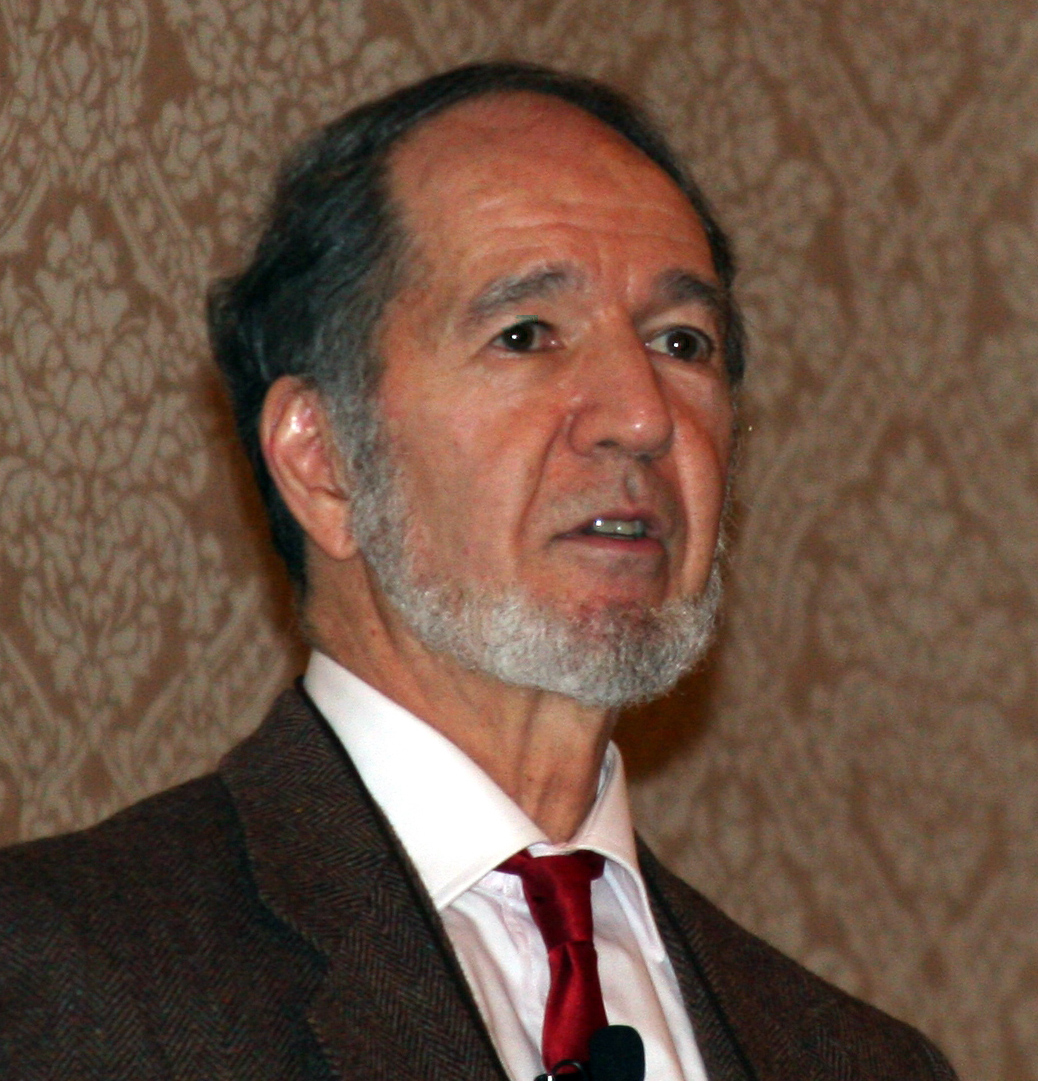
Jared Diamond est l'auteur d'un essai intitulé Effondrement.

Le géographe, biologiste évolutionniste et physiologiste américain, Jared Diamond (1937-) , auteur d'un livre dénommé Effondrement : Comment les sociétés décident de leur disparition ou de leur survie (Collapse: How Societies Choose to Fail or Survive), paru en 2005, a largement contribué à caractériser la notion d'effondrement (collapse) au travers d'un large comparatif de diverses situations anciennes (les civilisations pascuane, viking, maya, anasazis…) et actuelles (Montana, Los Angeles, Rwanda, Chine, Haïti, Australie). Cependant, ce travail est essentiellement historique. La question de l'avenir de la société moderne n'est abordée qu'au dernier chapitre (« Le monde est un polder : qu'est-ce que cela implique pour nous aujourd'hui ? »), que de manière rapide et essentiellement écologique.

## Collapsologues (ou assimilés) actuels

### Personnalités-clés

#### Yves Cochet et Agnès Sinaï
- Yves Cochet est le chef de file en France de la collapsologie[41],[42]. Il a cofondé avec Agnès Sinaï l'Institut Momentum, un laboratoire d'idées concernant les causes des risques d'effondrement de la civilisation thermo-industrielle[43],[44] et les actions possibles afin de s'y adapter.

#### Pablo Servigne et Raphaël Stevens
- Pablo Servigne[45] est, avec Raphaël Stevens, l'inventeur du néologisme « Collapsologie »[46]. Le livre Comment tout peut s'effondrer qu'ils ont coécrit[47], a popularisé en France et dans le monde francophone la notion d'effondrement systémique global de la civilisation industrielle et des grands équilibres des écosystèmes[48]. Ils précisent que cet effondrement ne concerne pas seulement les futures générations mais également les générations du présent[49]. Servigne est chercheur indépendant, Raphaël Stevens est expert en résilience des systèmes socioécologiques, cofondateur de Greenloop.

### Mouvance «collapso»
Actuellement, de nombreuses personnalités gravitent dans ou autour de la mouvance des collapsologues, parmi lesquelles : 
- Aurélien Barrau[50],[51] (astrophysicien),
- Jem Bendell[52],[53] (fondateur de l'Institut de leadership et de développement durable, fondateur du Deep Adaptation Forum),
- Philippe Bihouix[54] (ingénieur centralien, promoteur des low-tech),
- Alexandre Boisson[55],[3] (ancien garde du corps présidentiel, cofondateur de SOS Maires),
- Dominique Bourg[56],[57] (philosophe des sciences),
- Valérie Cabanes[58],[59],[60] (juriste, cherchant à faire reconnaitre le crime d'écocide par la cour pénale internationale),
- Gauthier Chapelle[61] (ingénieur agronome, docteur en biologie),
- Adrien Couzinier[62] (ingénieur en économie d'énergie),
- Arnaud Dorthe (consultant en informatique pour la finance durable),
- Jean-Marc Gancille[63] (auteur, cofondateur de Darwin),
- Jean-Marc Jancovici[64],[65] (spécialiste énergie-climat, président du conseil d'administration de The Shift Project),
- Paul Jorion[66],[67] (anthropologue, sociologue),
- Arthur Keller[68] (expert des risques systémiques et des stratégies de résilience, conférencier et auteur),
- Vincent Mignerot[69],[70] (chercheur indépendant, auteur, fondateur du Comité Adrastia),
- Dmitry Orlov[71] (ingénieur et écrivain russo-américain),
- Laurent Testot[72],[73],[74] (journaliste scientifique, spécialiste d'histoire globale).

En 2020 le site Cairn.info a publié le dossier The Age of Catastrophe avec l'historien François Hartog, l'économiste Emmanuel Hache, le philosophe Pierre Charbonnier, le géoscientifique Romain Noël, l'environnementaliste Gabriel Salerno, et philosophe américain Eugene Thacker.
Toutes ces personnalités n'ont pas la même vision de l'effondrement civilisationnel, et la plupart ne sont pas collapsologues. Ainsi Vincent Mignerot se montre critique de l'appellation « collapsologie », et Arthur Keller, même s'il est parfois rattaché à cette mouvance car les risques d'effondrements sociétaux font partie de son champ d'étude, refuse d'être caricaturé en collapsologue. Toutefois, toutes les personnalités citées ci-dessus se retrouvent pour admettre que la civilisation industrielle contemporaine, et la biosphère dans son ensemble, sont sur le point de subir une crise globale d'une ampleur sans précédent. Selon elles, le processus serait déjà en cours, et il ne serait désormais possible que de tenter d'en réduire les effets dévastateurs à plus ou moins brève échéance.

## Thèmes généraux

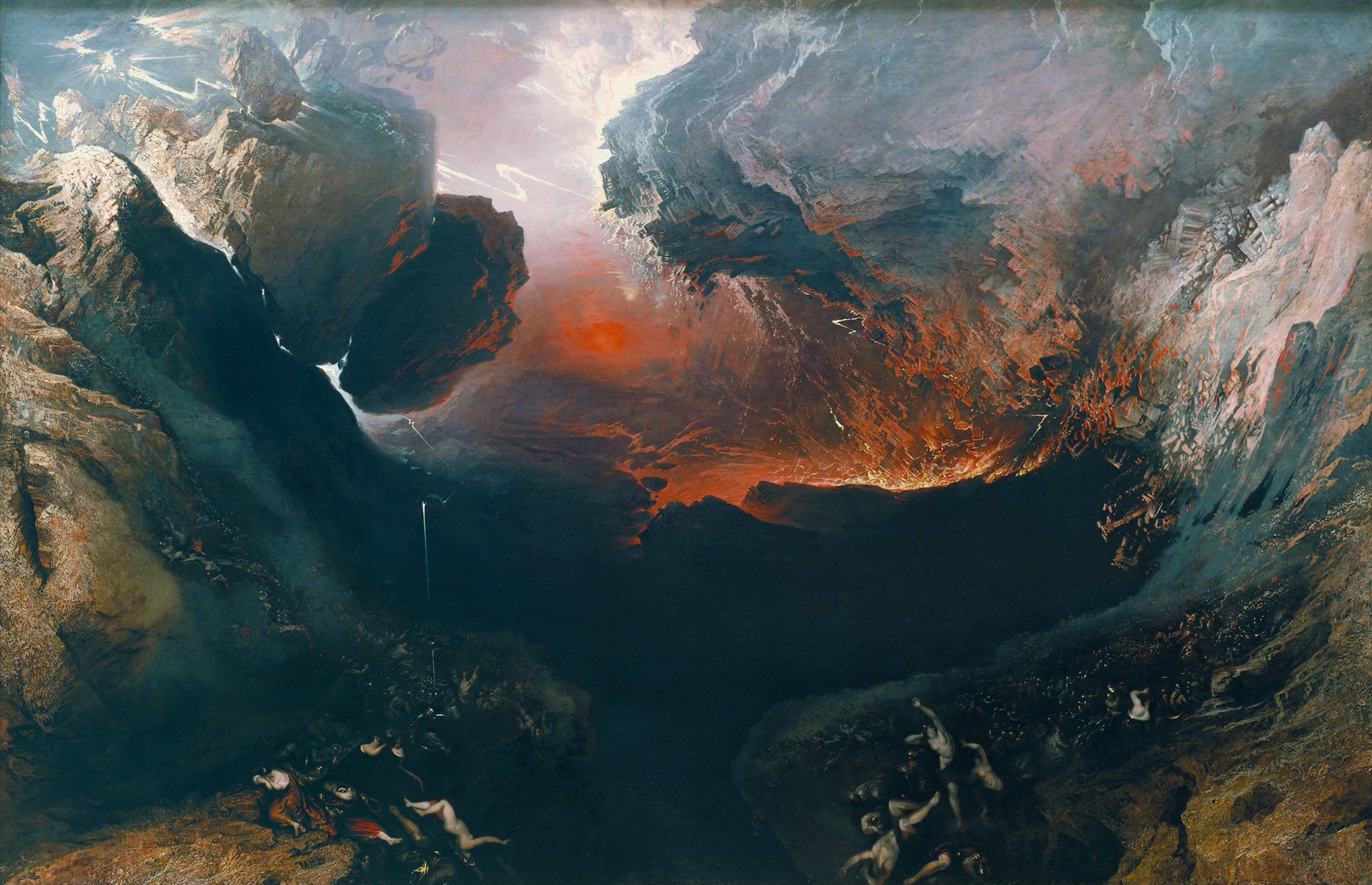
Tableau de John Martin
La Fin du Monde, 1851-1853.

Voici une liste de thèmes d'étude retenus par Pablo Servigne et Raphaël Stevens, évoqués dans leur ouvrage commun :
- Limites thermodynamiques et frontières planétaires (early-warning signals, regime shifts, tipping points, etc.)
- Anthropologie et sociologie de l’effondrement (survivalisme, imaginaire, violence, entraide, coopération, résilience, etc.)
- Psychologie de l’effondrement (émotions, deuil, déni, solastalgie, etc.)
- Agriculture de l’effondrement (conséquences de l’agriculture industrielle de masse, de la monoculture, de la surpêche, etc. ; permaculture, agroécologie, écoculture, jardins partagés, etc.)
- Économie de l’effondrement (risques systémiques, corruption, mafias, rationnement, reboot, économie post-croissance, monnaie locale, low-tech, etc.)
- Démographie de l’effondrement (modèles, chiffres historiques, etc.), (surpopulation, dénatalité, etc.)
- Politique de l’effondrement (failed-states, décroissance, mouvements de la transition, mouvements insurrectionnels, etc.)
- Géopolitique de l’effondrement (sécurité, conflits armés, guerres du climat pour les ressources, migrations, etc.)
- Archéologie et histoires des civilisations anciennes (facteurs de déclins, liens entre les facteurs, etc.)
- Philosophie de l’effondrement (éthique, paradoxes, irréversibilité, incertitude, catastrophisme éclairé, religions & spiritualités, risques existentiels, etc.)
- Futurologie (scénarios, projections, etc.)
- Santé et effondrement (épidémies, famine, médecine, systèmes de santé, etc.)
- Droit et effondrement (exemples historiques, justice, reconnaissance du crime d’écocide, verrouillage/déverrouillage socio-technique, etc.)
- Art et effondrement (science-fiction, storytelling, photographie, musique, théâtre, danse, arts plastiques, etc.)

## Effondrement de civilisations dans l'Histoire

### Déclin de la civilisation industrielle ou naissance de nouvelles civilisations?
Si les préoccupations contemporaines (2019) liées aux scénarios annoncés d'un éventuel effondrement de la civilisation industrielle contemporaine mettent aujourd'hui en avant plus particulièrement la phase critique dite de l'effondrement, tant les précurseurs (notamment Toynbee) que les contemporains (Servigne) développent également diverses analyses sur la phase supposée suivante que constitue l'émergence de nouvelles formes civilisationnelles futures à l'aide de scénarios variant entre l'émergence de sociétés low-tech basées sur l'entraide, des sociétés transhumanistes ou post-humanistes, de conquête spatiale (Jeff Bezos, Elon Musk) ou de troisième révolution industrielle (Jeremy Rifkin).
Mais de très nombreux mouvements militants et courants de pensée contemporains (2020) sont porteurs de projets civilisationnels, notamment plus écologiques et moins mondialisés, voire allant dans le sens de l'émergence de noosphère et de noogenèse largement théorisés depuis plus d'un siècle (Cosmisme d'Alexandre Tchijevski, Constantin Tsiolkovski, Nikolaï Fiodorov, Nikolaï Setnitski & Vladimir Vernadski, et philosophie de Pierre Teilhard de Chardin (1922)).

## Analyses critiques

### Critiques de la collapsologie (2015-2023)
Plusieurs articles, publiés par des auteurs différents, proposant une critique de la collapsologie, ont été publiés depuis la parution du livre de Pablo Servigne et Raphaël Stevens en 2015.

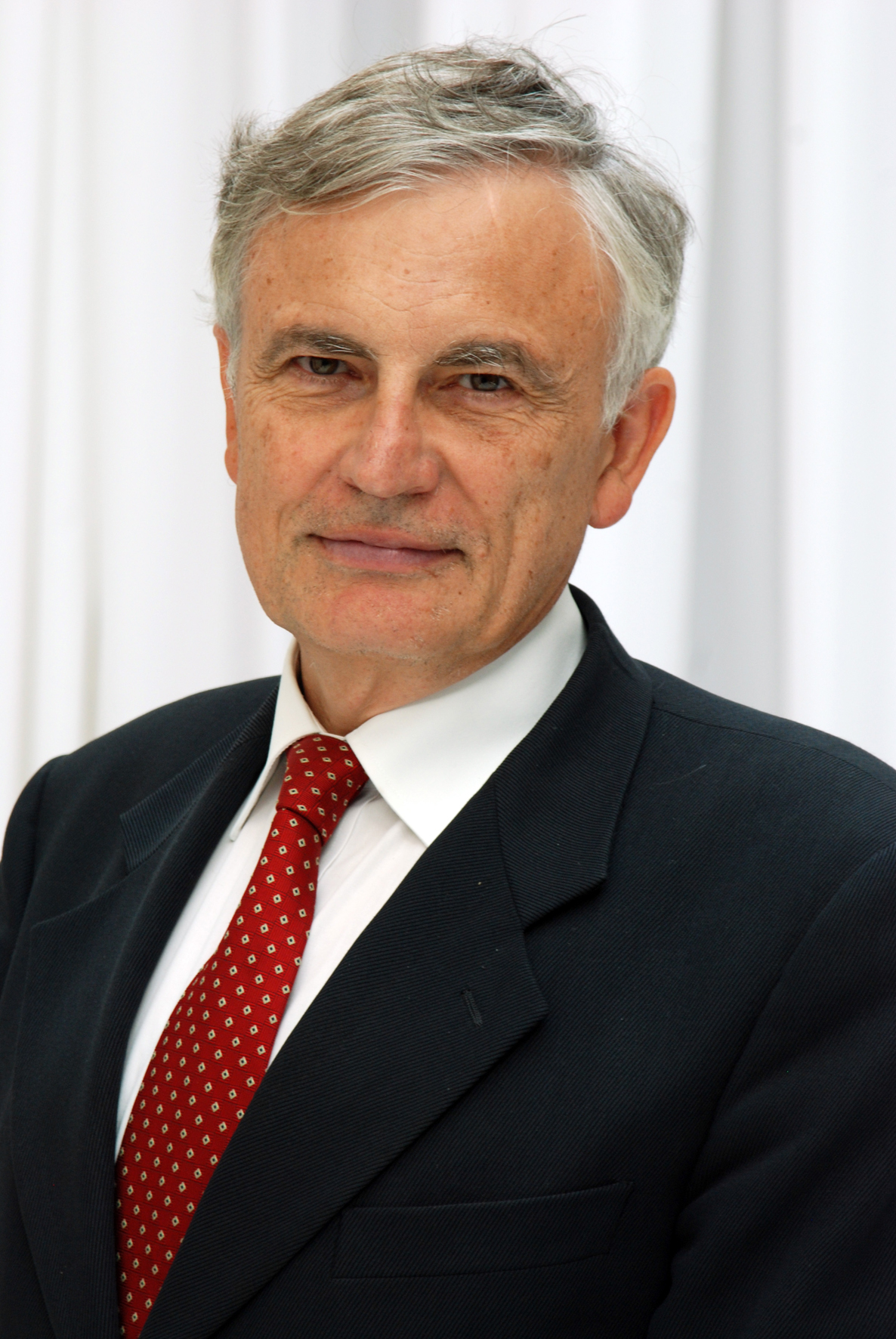
Jacques Igalens.

#### Critique de la collapsologie comme discipline scientifique propre
Plusieurs chercheurs ont dénoncé le manque de scientificité de la collapsologie. Ainsi, Valérie Masson-Delmotte, paléoclimatologue, ex-coprésidente du Groupe intergouvernemental sur l’évolution du climat (GIEC) affirme que « La collapsologie n’est pas une science, ça n’existe pas. » (…) « C’est un discours à analyser sous l’angle historique et politique. » nonobstant que l'histoire et la politique fassent partie des sciences humaines.
François Gemenne, chercheur en géopolitique de l’environnement à l’université de Liège, coauteur du sixième rapport du GIEC, déclare que « la collapsologie […] est une théorie et donc appelle une forme de croyance : on croit ou on ne croit pas à cette théorie. Là où il y aurait de la malhonnêteté, ce serait de faire croire que c’est de la science. »
Dans son ouvrage Rien n’est joué, La science contre les théories de l’effondrement, Jacques Lecomte docteur en psychologie, montre que les partisans de l’effondrement font très souvent appel à des stratégies scientifiquement irrecevables : faire dire à des documents scientifiques le contraire de ce qui y est écrit, éliminer systématiquement les recherches qui infirment les thèses défendues, présenter des textes militants comme étant des recherches universitaires. De multiples biais cognitifs sont à l’origine de ce discours : biais de confirmation, évitement de l’information contradictoire, réduction de la dissonance cognitive, excès de confiance.
Il montre également, citations à l’appui, les propos contradictoires des auteurs effondristes qui affirment selon les contextes qu’il n’y a presque plus d’énergies fossiles ou qu’il y en a trop, que l’effondrement est inévitable ou hypothétique, qu’il sera soudain ou progressif, imminent ou lointain.
L’enseignant-chercheur Jacques Igalens publie en 2017«  La collapsologie est-elle une science ?  », où il questionne le caractère transdisciplinaire de la collapsologie (sans remettre en question son caractère multidisciplinaire) en soulignant l’absence de paradigme et de fondements communs rapprochant les différents sujets abordés. Selon lui, « le fait de partager un concept », à savoir l’effondrement, « ne construit pas à lui seul une discipline scientifique, qui suppose une articulation de concepts et, dans le cas présent, cette articulation est différente en biologie, en physique, en anthropologie, en psychologie, etc.  ». Il conclut en écrivant :

« la collapsologie ne produira pas de connaissance nouvelle (ce sont les sciences dont elle dépend qui le feront), mais elle produira une narration nouvelle de notre vie en commun, et c’est certainement aussi utile. »

#### Absence de rationalité
Interrogé à propos du survivalisme lors de la sortie de son essai intitulé Survivalisme, êtes vous prêts pour la fin du monde ? le sociologue Bertrand Vidal dénie le caractère rationnel de la collapsologie. Il explique que contrairement aux cindyniques qui sont une science rationnelle des dangers s'intéressant aux façons de surpasser les catastrophes, la collapsologie « insiste uniquement sur le pire ». Il mentionne également le désir de catastrophe faisant écho à Henri-Pierre Jeudy.

#### Dangerosité environnementale
Michael Mann, climatologue ayant été l'un des auteurs principaux d'un rapport du GIEC, affirme que « le catastrophisme constitue probablement aujourd’hui une menace plus grande pour l’action climatique que le déni complet. Car, si le réchauffement catastrophique de la planète est vraiment inévitable et qu’il n’y a pas d’action humaine possible pour le prévenir, pourquoi devrions-nous faire quoi que ce soit ? (…) Les entreprises des énergies fossiles aiment cette manière de présenter les faits […] car cela alimente le désengagement vis-à-vis de la bataille climatique. (...) Ceux qui prônent la propagande catastrophiste doivent être critiqués de la manière la plus vigoureuse car ils menacent l’avenir de la planète. »
Dans son ouvrage Rien n’est joué, La science contre les théories de l’effondrement, Jacques Lecomte, docteur en psychologie, affirme que le discours de l’effondrement est dangereux pour l’environnement. En effet, le problème n’est pas que nous allons manquer de matières premières, mais qu’au contraire, nous en avons beaucoup trop en réserve, en termes d’exploitation rentable. Ainsi, une étude récente nous apprend ainsi que le climat est menacé par 425 « bombes carbone », expression désignant les plus importants projets d’extraction de produits fossiles (charbon, pétrole ou gaz).
Jacques Lecomte souligne la différence essentielle entre les rapports du GIEC et les écrits effondristes. Les premiers ne nous parlent pas de pénurie de matières premières, mais nous disent que nous devons décider de changer de comportement, en laissant dans le sol des centaines de millions de tonnes de pétrole. Les auteurs effondristes affirment que nous serons contraints de changer de comportement, par pénurie de pétrole, de minerais et de métaux. L’approche du GIEC est proactive, celle des effondristes est réactive.

#### Collapsologie et anticapitalisme
Daniel Tanuro, ingénieur agronome et environnementaliste, collaborateur du journal Le Monde diplomatique, fondateur de l’ONG belge Climat et justice sociale, critique l’essai Comment tout peut s’effondrer : il reproche entre autres aux auteurs l’absence d’analyse du capitalisme : « Le lien entre ce système particulier et l’accumulation n’est même pas évoqué ». Dans un second, Daniel Tanuro approfondit le débat en proposant une analyse comparative de la collapsologie et de l’écosocialisme. Il y critique l’aspect inévitable de l’effondrement tel qu’avancé par les collapsologues ainsi que leur posture qu’il qualifie de « résignation fataliste ». L’effondrement doit selon lui être combattu par des réponses anticapitalistes, en bloquant par exemple les projets d’expansion du capital fossile (ce que Naomi Klein appelle « blockadia » dans son ouvrage Tout peut changer) :

« C’est la lutte qui est à l’ordre du jour, pas la résignation endeuillée. »

#### Manque de clarté des concepts

##### Nicolas Casaux
En 2018, Nicolas Casaux, membre de l’organisation d’écologie radicale internationale Deep Green Resistance, qualifie quant à lui la définition de la collapsologie d’« un peu nébuleuse ». Il écrit à propos de cette dernière qu’elle « se caractérise […] par des perspectives et des analyses parfois contradictoires, ou bien trop limitées. » Selon lui, « le principal problème de la collapsologie relève […] du narcissisme qu’elle perpétue (l’effondrement comme la catastrophe plutôt que la civilisation industrielle comme la catastrophe) », et il conclut :

« On ne peut que souhaiter que ses promoteurs éclaircissent leur perspective, qu’ils s’affranchissent des relents toxiques de la culture dominante qui les empêchent de prendre position de manière plus déterminée, qu’ils intègrent la critique sociale à leur analyse, qu’ils adoptent une perspective plus compréhensive, biocentrée ou écocentrée, rejoignant ainsi, sans équivoque, le camp de ceux qui luttent contre la « guerre contre le monde vivant » que mène la civilisation industrielle, selon l’expression de George Monbiot. »

##### Vincent Mignerot
En 2018, dans un article intitulé « Intuition et collapsologie », l’écrivain et chercheur indépendant Vincent Mignerot indique que,

« [bien qu’il ait] pu défendre […] le projet ambitionné par la collapsologie, en tout cas son intention transdisciplinaire » et qu’il s’intéresse à « l’étude de l’évolution de nos sociétés dans la perspective d’un déclin ou d’un effondrement », il émet « des réserves quant à certains débords possibles, en raison en particulier d’un manque de clarté dans la définition d’un cadre méthodologique de référence. »

Il précise ne pas se reconnaître dans ce « courant de pensée naissant » et ne se « revendique pas collapsologue ». Bien qu'il s'en défende, en tant que spécialiste de l'effondrement de la civilisation industrielle, il est souvent considéré comme un collapsologue.

### Complexitévsrécit simplifié
Pour Catherine Larrère, philosophe et Raphaël Larrère, ingénieur agronome et sociologue, la collapsologie se réclame de la science pour narrer la « Grande accélération » représentée par une croissance exponentielle, une pollution exponentielle, et une population exponentielle mais ils n'apportent pas d'esprit critique aux chiffres sélectionnés. Si Yves Cochet se rapproche du survivalisme et craint la guerre civile, Pablo Servigne, Raphaël Stevens et Gauthier Chapelle se réfèrent à Kropotkine et à un anarchisme joyeux qui ne lutte pas contre l'État. Néanmoins ils ont écrit des articles ensemble. La civilisation thermo-industrielle est un système complexe et interconnecté vulnérable à des perturbations diverses qui, aux yeux des collapsologues, le feront s’effondrer. Mais cette complexité peut aussi rendre le système résilient. Des sous-systèmes bénéficiant d’une certaine autonomie par rapport à l’ensemble du système peuvent continuer à fonctionner, même s’ils le font différemment. Un krach boursier affectera davantage les pays développés tandis que la sécheresse résultant du réchauffement climatique pèsera beaucoup plus sur le Burkina Faso. Les collapsologues se réapproprient des initiatives, comme l’écoféminisme, la permaculture, l’agroécologie, les villes en transition sans voir leurs véritables valeurs que sont l'expérimentation de la démocratie comme style de vie et le soin de la nature et des autres humains. Les collapsologues passent du niveau global qu'ils voient s'effondrer au niveau micro-local en négligeant le niveau intermédiaire des États pourtant efficace comme l'a montré la Pandémie de Covid-19.

### Travaux universitaires récents sur la collapsologie

#### Collapsologie et collapsosophie
Dans sa thèse de doctorat (2018), l'anthropologue Jean Chamel a mené une ethnographie de certains collapsologues. Ses travaux montrent que ceux-ci ont développé une forte dimension spirituelle qui s'apparente à une « apocalyptique écologique ». Chamel montre ainsi la forte implication des initiateurs de la collapsologie dans l'organisation d'ateliers de «  Travail qui relie », des « stages d'écologie profonde » conçus par l'activiste américaine Joanna Macy. La pensée de certains collapsologues est ainsi inséparable d'une approche plus spirituelle de l'écologie, en lien avec la deep ecology, l'écopsychologie et l'écocentrisme, contrairement à ce qu'affirme Nicolas Casaux. Les travaux de Jean Chamel ne tiennent toutefois pas compte des précisions qui ont été apportées par les initiateurs de la collapsologie dans leur essai Une autre fin du monde est possible. Ainsi, ils proposent de marquer une distinction franche entre collapso-logie (étude de l'effondrement) et collapso-sophie (sagesses de l'effondrement) dans laquelle les dimensions spirituelles, artistiques et éthiques sont discutées. Pour le chercheur, cette distinction est utile pour préserver la collapsologie des accusations de religion obscurantiste ou une secte, mais les collapsologues auraient selon lui intérêt à assumer ces interrelations plus en phase avec leur perspective holiste développée notamment au Schumacher College.

#### Dépolitisationvsaction collective
Le sociologue Cyprien Tasset, membre associé au Laboratoire de Changement Social et Politique de l'université Paris Diderot, a mené une enquête (2019) sur les formes collectives qui se constituent autour d'un catastrophisme centré sur la notion d'effondrement. Contrairement à ce qu'affirme Daniel Tanuro, l'enquête montre que les inquiétudes sur le soi-disant caractère dépolitisant ou « défaitiste » de la collapsologie sont à nuancer. Le catastrophisme centré sur la notion d'effondrement pousse la plupart des personnes à chercher des appuis collectifs pour surmonter l’impuissance et l’isolement face à ce difficile constat.

## Collapsologie dans l'art et la communication

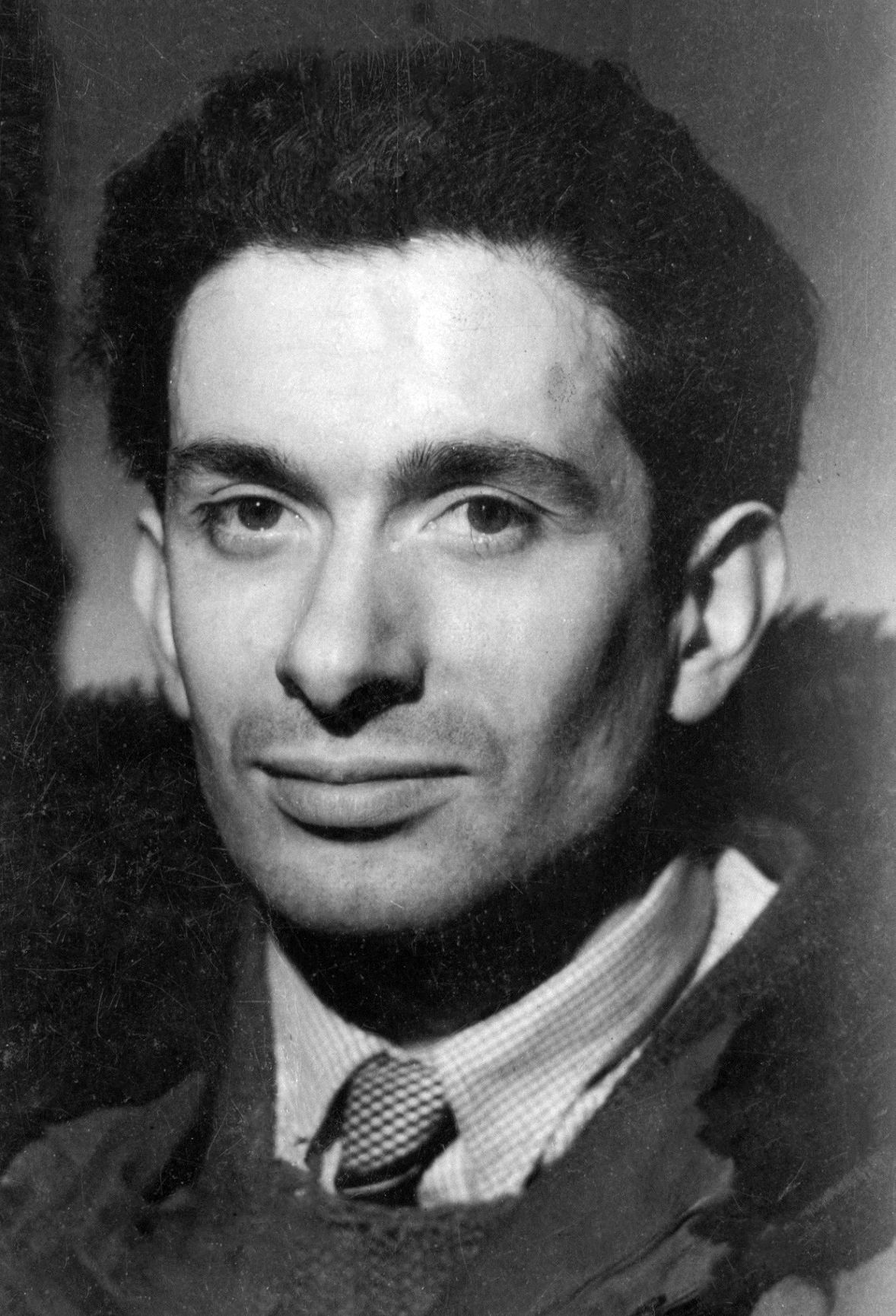
René Barjavel en 1949

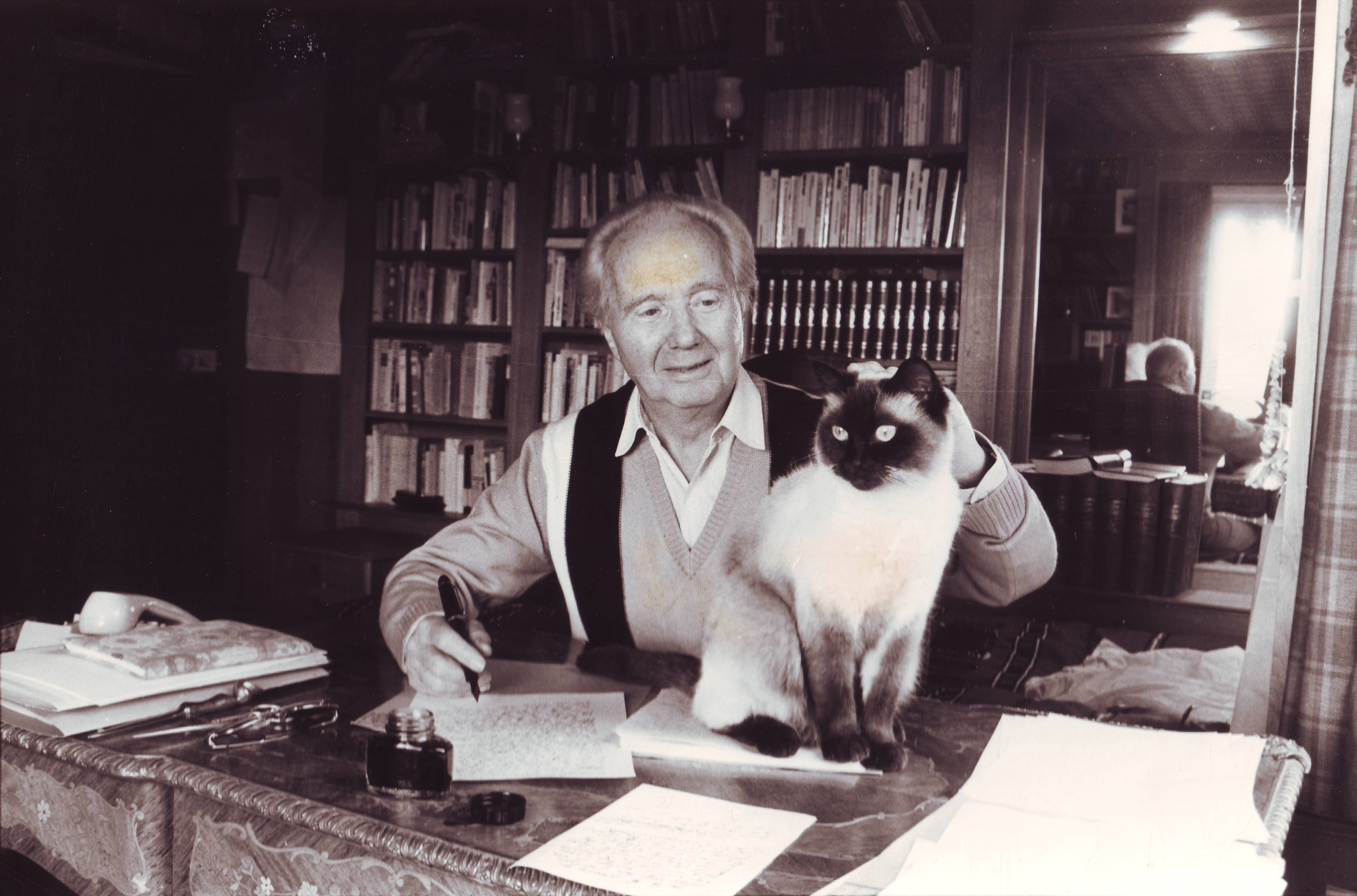
Robert Merle en 1985

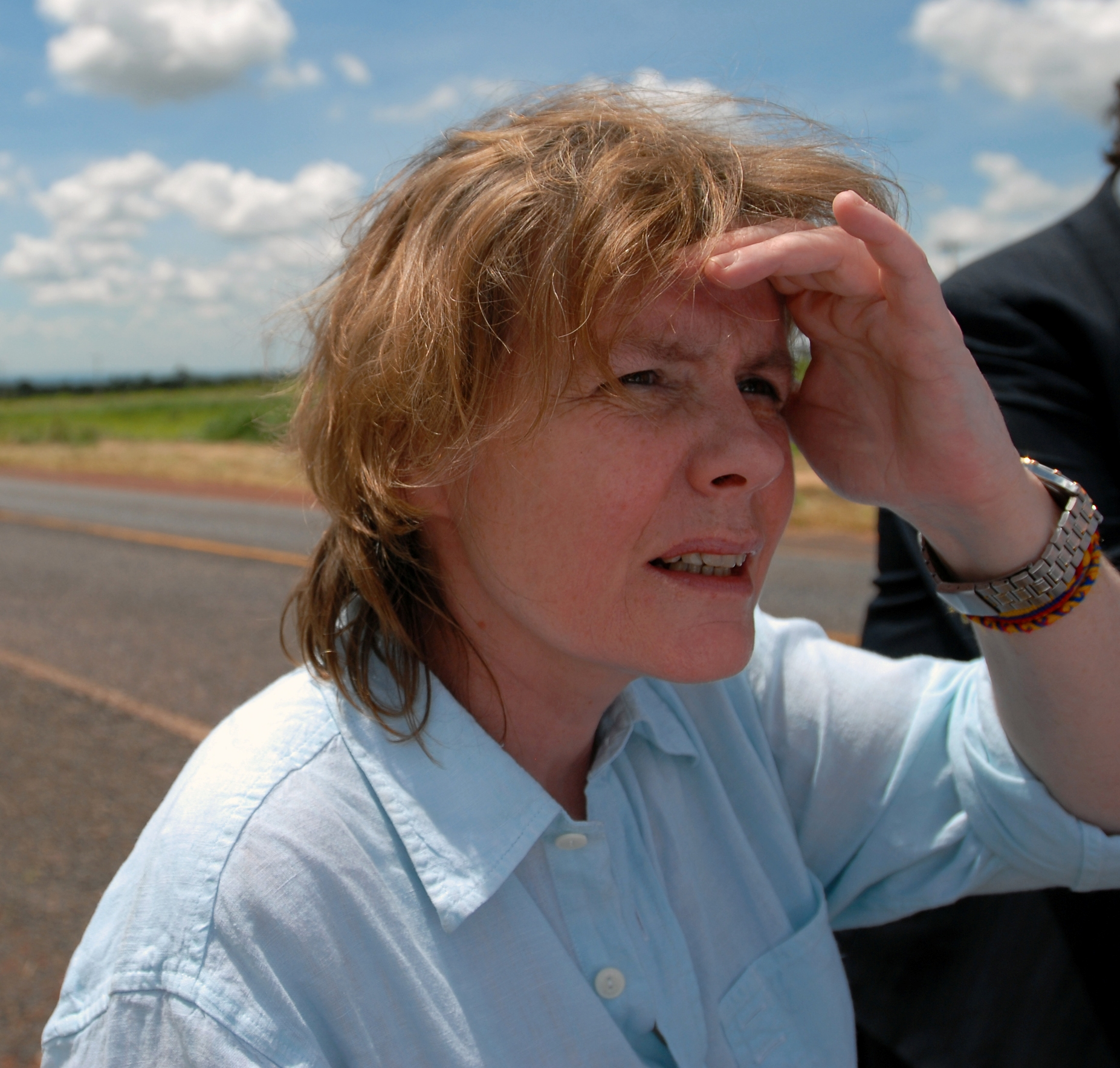
Fred Vargas

### Dans la littérature
De très nombreux romans de type post-apocalyptique, souvent adaptés au cinéma, évoquent l'effondrement de la société et sa reconstruction par de petits groupes, notamment dans la littérature de science-fiction anglo-saxonne. Plusieurs romans, écrits par des non spécialistes de ce thème littéraire ont cependant marqué la littérature francophone.
Bien avant l'invention du mot, l'écrivain et journaliste français René Barjavel a publié en 1943 un roman sur ce thème intitulé Ravage, qui sera à nouveau évoqué dans un autre roman de science-fiction, dénommé Le voyageur imprudent. Le romancier imagine un monde où la civilisation industrielle, soudainement privée d'électricité, s'est effondrée en entraînant la reconstruction d'une société sur des bases différentes, ainsi que la création d'une communauté organisée ayant survécu à la catastrophe.
Avec son roman post-apocalyptique Malevil, l'écrivain français Robert Merle imagine l'effondrement de la société, à la suite d'un bombardement nucléaire et la reconstruction d'une société humaine dans des conditions archaïques à travers la vie d'un petit groupe. Ce roman a été adapté au cinéma par Christian de Chalonge, en 1981.
L'Éternel Adam, nouvelle de Michel Verne, évoque la disparition totale de l'humanité à l'exception de quelques survivants.
En avril 2019, l'écrivaine française Fred Vargas, autrice de romans policiers publie L'humanité en péril, un ouvrage sur la catastrophe climatique et écologique en cours. Sur France-Inter, elle explique qu'elle a voulu faire un ouvrage accessible à tous, pour donner accès aux informations que les gouvernants auraient choisi de passer sous silence sur l'ensemble des conséquences de notre mode de vie : disparition des espèces, augmentation de la température, épuisement des ressources minières. Elle espère de cet ouvrage un sursaut de la population, qui une fois informée, saura sans violence contraindre les gouvernants à changer de cap.

### Dans la musique
La thématique de l'effondrement climatique se développe dans les productions musicales à la fin des années 2010.

### En peinture
La conférence « Collapsologie, ou Gaïa, notre Terre Mère » de Bruno Altmayer, se rapporte à l'effondrement, évoqué dans son tableau Gaïa, premier prix (trophée "Apocalypse Dore") et prix du public au salon international Safadore 2018 du Mont-Dore. 

### Au cinéma
Au-delà des nombreux films de fiction évoquant le thème de l'effondrement de la civilisation, le film documentaire, dénommé Demain, réalisé en 2015 par Cyril Dion et Mélanie Laurent, est basé sur une réelle éventualité d'un effondrement imminent et présente des solutions alternatives[source insuffisante], dont la permaculture, l'agroécologie, la monnaie locale, la démocratie participative, le recyclage et la récupération et d'autres possibilités.
Le film de Sébastien Marnier L'Heure de la sortie, narre l'histoire d'un professeur de collège dont certains de ses élèves sont collapsologues.
La série L'Effondrement réalisée par Les Parasites s'inspire directement des thèses développées par la collapsologie.
Le film Une fois que tu sais, d'Emmanuel Cappelin, paru en septembre 2021, a pour objet l'effondrement et interroge divers spécialistes de la question (Richard Heinberg, Jean-Marc Jancovici, Hervé Le Treut, Saleemul Huq, Pablo Servigne) pour tenter d'imaginer des horizons résilients.

### Dans la presse

#### Presse écrite
Plusieurs magazines et journaux ont consacré leur une et un dossier sur la question de l'effondrement et de la collapsologie : l'Obs, Science et Vie, Libération, Socialter , Usbek & Rica, Courrier International, Philosophie Magazine.
Une nouvelle revue française trimestrielle évoquant les effondrements possibles de la civilisation fondée sur l'énergie du pétrole et la surexploitation des ressources naturelles sur fond de dérèglement climatique, a été créée par Yvan Saint-Jours (fondateur, entre autres, du magazine La Maison Écologique), Pablo Servigne et Denys Chalumeau. À la suite d'une campagne de financement participatif, ce magazine a pu bénéficier d'un tirage de 50 000 exemplaires avec un site Internet dédié. Il se dénomme Yggdrasil. Les deux premiers numéros ont paru les 26 juin et 27 septembre 2019.

#### Télévision

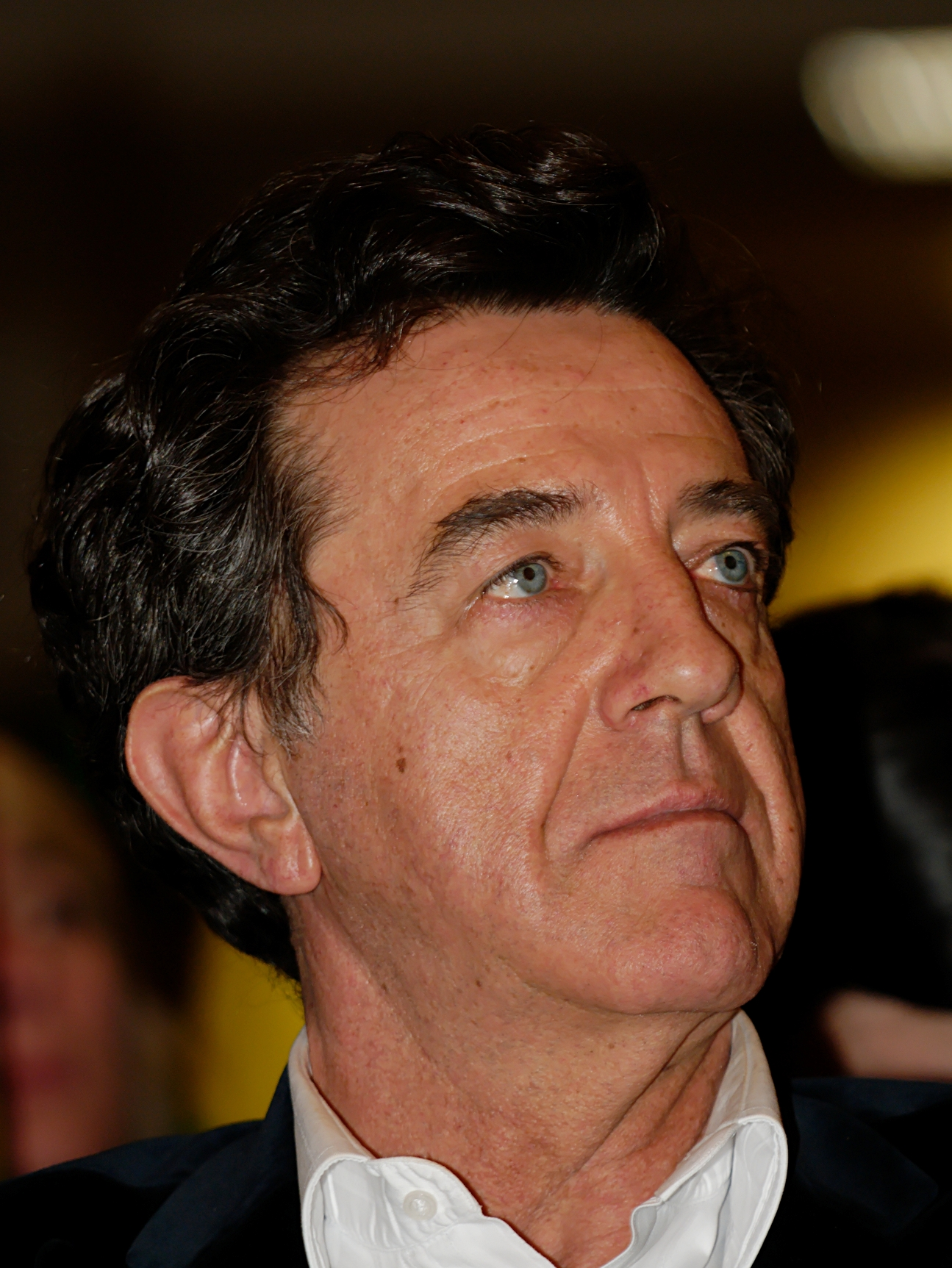
Yves Cochet.

Le magazine français de télévision d'investigation Complément d'enquête présente un reportage sur la collapsologie lors de son émission, diffusée la première fois le 20 juin 2019 et durant lequel le téléspectateur peut découvrir les principaux défenseurs de la thèse de l'effondrement de la civilisation industrielle dont Pablo Servigne, à l'origine de cette idée, le climatologue Jean Jouzel, mais aussi l'ancien ministre de l'environnement Yves Cochet, ainsi que l'actrice Lucie Lucas.
Lors de ce même reportage, le premier ministre français Édouard Philippe déclare, lors d'une interview, être « obsédé » par la thèse du « collapse » depuis qu’il a découvert l’essai du géographe et biologiste américain, Jared Diamond, dénommé Effondrement.
En novembre 2019, la chaîne Canal +, diffuse une mini-série de huit épisodes intitulée L'Effondrement. Celle-ci traite de façon réaliste ce qui pourrait advenir juste après que l'effondrement global ait eu lieu dans un futur proche.

### Sur le web

#### Médias en ligne
La collapsologie, peu présente dans les médias traditionnels, est très présente sur le web. Il est parfois délicat de distinguer un site "collapso" au contenu de qualité avec certains blog plus ou moins survivalistes voire complotistes. Néanmoins, il est possible de distinguer une vingtaine de sites d'information, blogs et bibliothèques en ligne portés par des chercheurs, des collapsologues ou des journalistes professionnels.

#### Sur les réseaux sociaux
Depuis la création de cette terminologie et la diffusion des théories qui l'accompagnent dans les médias, les divers réseaux sociaux présents sur le web connaissent une forte inflation du nombre de groupes en lien avec la collapsologie et les autres théories d’effondrement.

### Dans l'opinion publique
Selon un article de Slate de 2019, les idées de la collapsologie « semblent très ancrées » dans la société française. Le magazine s'appuie sur un sondage indiquant que « 6 Français sur 10 redoutent un effondrement de notre civilisation ». Les sondés estiment pour 36 % d'entre eux que la cause de cet effondrement, s'il se produisait, serait le réchauffement climatique, 17 % la surpopulation, et 14 % la montée des inégalités. Questionné sur ce à quoi pourrait ressembler le monde après un effondrement, 25 % des sondés « parient sur un retour à la nature individualisé, teinté de survivalisme, 25 % sur un retour à la nature via des communautés autogérées et 19 % par un retour d’États nation plus limités » (26 % des sondés ne se prononcent pas).
En 2020, Slate publie les résultats d'un sondage Ifop réalisé dans cinq pays, France, Italie, Allemagne, Royaume-Uni et États-Unis, demandant notamment aux sondés s'ils sont d'accord avec l'assertion selon laquelle « la civilisation telle que nous la connaissons actuellement va s'effondrer dans les années à venir ». Une réponse positive à cette question est donnée par 71% des Italiens, 65% des Français, 56% des Britanniques, 52% des Américains, et 39% des Allemands. En France, ce sentiment est partagé de façon variable en fonction des sensibilités politiques, avec un taux de 76% pour les sympathisants de La France insoumise, 74% pour le Rassemblement national, 71% pour Les Républicains, 61% le Parti socialiste et 39% pour La République en marche. Par ailleurs, au total, environ un tiers des sondés français estiment que l'effondrement se réalisera avant 20 ans.

## Différence avec les pensées eschatologiques traditionnelles
La collapsologie ne s'inscrit pas dans l'idée de la « fin du monde » mais de la fin d'un monde, celui de la « civilisation thermo-industrielle ». Elle se distingue des pensées eschatologiques traditionnelles, fondées sur des croyances : la collapsologie s'appuie sur des données et des concepts issus de travaux scientifiques contemporains. Cet aspect scientifique est critiqué : pour certains, la collapsologie relève davantage du prophétisme.
Mais selon Patrick Schmoll, la différence serait plus complexe : avec la perspective d'un effondrement global, c'est l'idée antérieure d'un progrès indéfini, elle aussi fondée sur les apports de la science, qui devient un mythe. Deux modèles prédictifs s'affrontent donc, tous deux sur le mode de la controverse scientifique. Mais ils sont aussi soutenus respectivement par deux systèmes de croyance qui dénoncent leur antagoniste sur le mode de l'anathème.

#### Essais
- Aurélien Barrau, Le Plus Grand Défi de l'histoire de l'humanité - face à la catastrophe écologique et sociale, Michel Lafon, 2019.
- Jem Bendell, Adaptation Radicale. Effondrement : Comprendre, Ressentir, Agir, Les liens qui libèrent, 2020 (ISBN 979-1-0209-0813-1).
- Jem Bendell, S'effondrer ensemble, Good Works, 2024 (ISBN 978-1-3999-9105-6)
- Dominique Bourg, Le marché contre l'humanité, Presses universitaires de France, 2019 (ISBN 978-2-1308-2265-3).
- Jean Chamel, « Tout est lié ». Ethnographie d’un réseau d’intellectuels engagés de l’écologie (France-Suisse) : de l’effondrement systémique à l’écospiritualité holiste et moniste, Université de Lausanne, 2018 (lire en ligne).
- Jean Chamel, «Fin du monde et effondrement de soi ». Enquête aux racines de la collapsologie, UGA Éditions, 2024 (ISBN 978-2-37747-486-8).
- Yves Citton et Jacopo Rasmi, Générations Collapsonautes. Naviguer par temps d'effondrements, Seuil, 2020 (ISBN 978-2-0214-4740-8).
- Flora Clodic-Tanguy, Nos voies de résilience; traverser les effondrements, Massot, 2021 (ISBN 978-2-3803-5316-7).
- Yves Cochet, Devant l'effondrement. Essai de collapsologie, Les liens qui libèrent, 2019 (ISBN 979-1-0209-0737-0).
- Yves Cochet, Précisions sur la fin du monde, Les liens qui libèrent, 2024 (ISBN 979-1-0209-2329-5).
- Manon Commaret et Pierrot Pantel (dir.), L'Effondrement de l'empire humain : Regards croisés, Rue de l'échiquier, 2020 (ISBN 978-2-3742-5240-7).
- Corinne Morel Darleux, Plutôt couler en beauté que flotter sans grâce : Réflexions sur l'effondrement, Libertalia, 2019 (ISBN 9782377290956).
- Jared Diamond, Effondrement : Comment les sociétés décident de leur disparition ou de leur survie, Gallimard, 2009 (ISBN 978-2-0703-6430-5).
- Renaud Duterme, De quoi l’effondrement est-il le nom ?, Utopia, 2016 (ISBN 978-2-9191-6021-1).
- Jean-Marc Gancille, Ne plus se mentir : Petit exercice de lucidité par temps d'effondrement écologique, Rue de l'échiquier, 2019 (ISBN 978-2-37425-146-2, présentation en ligne, écouter en ligne, lire en ligne).
- Valérie Garcia et Marc Pleysier, Voyages en Effondrement, Utopia, 2020 (ISBN 978-2-9191-6037-2).
- (de) Alexandra Hamann, Claudia Zea-Schmidt, Reinhold Leinfelder, Die Große Transformation, Jacoby & Stuart, 2013, 144 p. (ISBN 978-3-941087-23-1).
- Jean-Marc Jancovici, Dormez tranquilles jusqu'en 2100, Odile Jacob, 2015 (ISBN 978-2738132529).
- Éric La Blanche, Colère ! Contre les responsables de l'effondrement écologique, Delachaux et Niestlé, 2020 (ISBN 978-2603027448).
- Catherine et Raphaël Larrère, Le pire n’est pas certain. Essai sur l’aveuglement catastrophiste, Premier parallèle, 2020.
- Donella Meadows, Dennis Meadows et Jorgen Randers, Les limites à la croissance, Harmonia mundi, 2012 (ISBN 978-2917770351).
- Dennis Meadows, Donella Meadows, Les Limites à la croissance : le rapport Meadows, 30 ans après, Rue de l'échiquier, 2017 (ISBN 978-2-3742-5074-8).
- Erwann Menthéour, Les chances qu’il nous reste. Histoire de la sixième extinction, Fayard, 2019 (ISBN 978-2-2137-1145-4)[126].
- Dmitry Orlov, Les Cinq Stades de l’effondrement, Le retour aux sources, 2016 (ISBN 978-2-3551-2067-1).
- Nathaniel Rich (trad. de l'anglais par David Fauquemberg), Perdre la terre : une histoire de notre temps [« Losing earth »], Paris, Seuil, 2019 (ISBN 978-2-02-142484-3).
- Piero San Giorgio, Survivre à l’effondrement économique, Le retour aux sources, 2011 (ISBN 978-2-3551-2040-4).
- Luc Semal, Face à l'effondrement. Militer à l'ombre des catastrophes, Presses universitaires de France, 2019.
- Pablo Servigne, Raphaël Stevens, Comment tout peut s'effondrer. Petit manuel de collapsologie à l’usage des générations présentes, Seuil, 2015 (ISBN 978-2-02-122331-6).
- Pablo Servigne, Gauthier Chapelle et Raphaël Stevens, Une autre fin du monde est possible, Seuil, 2018 (ISBN 978-2-0213-3258-2).
- Pablo Servigne et Raphaël Stevens (dir.), Aux origines de la catastrophe : Pourquoi en sommes-nous arrivés là ?, Les liens qui libèrent, 2020 (ISBN 979-1-0209-0834-6).
- Pierre-Eric Sutter et Loïc Steffan, N'ayez pas peur du collapse, Desclée de Brouwer, 2020 (ISBN 978-2-2200-9687-2).
- Joseph Tainter, L’Effondrement des sociétés complexes, Le retour aux sources, 2013 (ISBN 978-2-3551-2051-0).
- Laurent Testot et Laurent Aillet (dir.), Collapsus: Changer ou disparaître ? Le vrai bilan sur notre planète, Albin Michel, 2020 (ISBN 978-2-2264-4897-2).
- Vadim Turpyn, La Collapsologie heureuse, l'art de se préparer au changement, Rustica, 2021 (ISBN 978-2-8153-1691-0).
- Fred Vargas, L'Humanité en péril, Flammarion, 2019.
- Bruno Villalba, Les collapsologues et leurs ennemis, Le pommier, 2021 (ISBN 978-2-7465-2288-6).
- David Wallace-Wells, La terre inhabitable : Vivre avec 4 °C de plus, Robert Laffont, 2019 (ISBN 978-2-221-24561-3).
- Julien Wosnitza, Pourquoi tout va s’effondrer, Les liens qui libèrent, 2018 (ISBN 979-1-0209-0607-6).

#### Fictions
- Claude Eich, Rouge Collapse, Les 3 Colonnes, 2020 (ISBN 9782374809250).
- Florian Forestier, Basculer, Belfond, 2021 (ISBN 9782714495785).
- Jared Muralt (trad. Hélène Dauniol-Remaud), La Chute, Futuropolis, 2020 (ISBN 9782754829588)[127].